# Etmopterus bigelowi
Etmopterus bigelowi  (лат.) — вид акул рода чёрных колючих акул семейства Etmopteridae отряда катранообразных. Они обитают повсеместно, кроме Северного Ледовитого океана на глубине от 110 м до 1 км. Максимальный зарегистрированный размер 67 см. У них вытянутое тело тёмного окраса, брюхо темнее, покрыты фотофорами. У основания обоих спинных плавников имеются шипы. Анальный плавник отсутствует. Коммерческой ценности не представляют.

## Таксономия
Впервые вид научно описали в 1993 году японские ихтиологи Сигэру Сираи и Хироюки Татикава в рамках таксономической ревизии группы видов вороньих акул. Учёные обнаружили, что существует видовая группа, в которую входит воронья акула и ещё не описанный вид. Этот вид они назвали лат. Etmopterus bigelowi в честь Генри Б. Бигелоу, ещё в 1955 году описавшим вместе с Вильямом С. Шрёдером и Стюартом Спрингером этот вид, но не отделившим его от вороньей акулы. Эта группа видов отличается от прочих чёрных колючих акул тем, что плакоидные чешуйки имеют у них усечённую форму и расположены неравномерно. Голотип представляет собой взрослого самца длиной 45,9 см, пойманного у берегов Анголы в 1982 году на глубине 526 м. Паратипы: неполовозрелый самец, длиной 39,7, и самки длиной 44,8 см и 38,8 см, пойманные там же и тогда же; неполовозрелые самец и самка длиной 17,2 и 23,2 см, пойманные в 250 км к северо-западу от Порт-Хедленда, Австралия, на глубине 584—592 м; самка длиной 32,4 см, пойманная в 1973 году в Мексиканском заливе на глубине 384 м; 2 неполовозрелых самца длиной 34,5 и 39,8 см, пойманные в Мексиканском заливе на глубине 403 м в 1962 году; взрослый самец длиной 62,9 см, пойманный в котловине Агульяс в 1905 году; самка длиной 43,8 см, пойманная в Гвинейском заливе в 1980 году на глубине 684 м; самка длиной 50,4 см, пойманная на Южно-Атлантическом хребте на глубине 668 м в 1978 году; взрослый самец длиной 66,6, пойманный у берегов Кейптауна на глубине 980 м в 1971 году; самец и самка длиной 46,5 и 45,9 см, пойманные у берегов Окинавы в 1984 году; самец длиной 32,5 см, пойманный у побережья Луизианы; самка длиной 62 см, пойманная неподалёку от Дурбана, ЮАР, в 1976 году; взрослый самец длиной 48,2 см, пойманный на Императорских подводных горах на глубине 830 м в 1977 году; самка длиной 30,7 см, пойманная в Мексиканском заливе в 1959 году на глубине 375 м; неполовозрелый самец длиной 34,8 см и самка длиной 33,9 см и 47,4 см, пойманные там же в 1956 году на глубине 458 и 366 м; неполовозрелый самец длиной 27,5 см, пойманный у берегов Суринама в 1981 году на глубине 474 м; самка длиной 482 см, пойманная в 1985 году на подводном пике Хэнкок; самец и самка длиной 34,9 и 26,2 см, пойманные в Карибском море у побережья Панамы в 1962 году на глубине 275 м; самцы и самки длиной от 17,1—23 см и 19,4—22,4 см соответственно, пойманные в Мексиканском заливе в 1962 году на глубине 403 м и взрослый самец длиной 42,2 см, пойманный у берегов Пенсаколы на глубине 458 м.

## Ареал
Etmopterus bigelowi обитают во всех океанах за исключением Северного Ледовитого. Они встречаются на континентальном и островном шельфе и склоне, холмах, подводных хребтах и подводных пиках. В Атлантическом океане они попадаются от Мексиканского залива до Аргентины на западе, а также у берегов ЮАР на востоке. В Индо-Тихоокеанской области их можно встретить у побережья Окинавы и Австралии, а также на Императорских подводных горах в центральной части Тихого океана и на плите Наска в водах Перу. Эти акулы попадаются и в открытом море на глубинах от 110 до 700 м, а у дна они предпочитают опускаться на глубину свыше 1 км.

## Описание
Максимальный зарегистрированный размер составляет 67 см. У этих акул вытянутое, стройное тело, крупная голова и короткий хвост. Клиновидная голова слегка приплюснута, рыло немного заострено. Крупные ноздри обрамлены короткими складками кожи. Овальные глаза вытянуты по горизонтали. Позади глаз имеются крошечные брызгальца. По углам рта имеются глубокие борозды. На верхней челюсти расположено 19—24, а на нижней 25—39 зубных рядов. Верхние зубы оснащены центральным остриём и 2—4 парами маленьких зубцов, количество которых у самцов длиной свыше 45 см с возрастом увеличивается. Нижние зубы кинжаловидной формы, их основания сцеплены между собой, образуя единую режущую поверхность. У самцов длиной свыше 43 см и у самок длиной более 35 см с возрастом постав зубов становится более вертикальным.
Первый спинной плавник сдвинут ближе к грудным, нежели к брюшным плавникам. Второй спинной плавник в 2 раза ниже первого У основания обоих спинных плавников расположены рифлёные шипы. Грудные плавники маленькие и закруглённые. Анальный плавник отсутствует. Хвостовой стебель узкий, верхняя лопасть хвостового плавника удлинена, нижняя довольно развита. У края верхней лопасти имеется выемка. Тело плотно, но неравномерно покрыто плакоидными чешуйками с усечённой короной на конце. Окрас сверху коричневый или серый, нижняя часть головы и брюхо окрашены в чёрный цвет и покрыты фотофорами. Внешне Etmopterus bigelowi похожи на вороньих акул, от которых отличаются количеством кишечных спиральных клапанов (16—19 против 10—13).

## Биология
Etmopterus bigelowi размножаются яйцеживорождением, эмбрионы питаются за счёт желточного мешка и появляются на свет размером около 16 см. Самцы и самки достигают половой зрелости при длине 31—39 см и 38—47 см соответственно. Рацион которых составляют миктофы, кальмары, небольшие катрановые акулы и их яйца.

## Взаимодействие с человеком
Вид не представляет опасности для человека, не имеет коммерческой ценности. В качестве прилова попадает в коммерческие глубоководные сети, пойманных акул выбрасывают за борт. Международный союз охраны природы присвоил этому виду статус сохранности «Вызывающий наименьшие опасения».